# Taxi en Belgique
En Belgique, les taxis sont des véhicules de transport public. La réglementation varie selon l'entité fédérée dont ils dépendent.

## Régions

### Bruxelles
À Bruxelles, les taxis sont reconnaissables grâce au voyant lumineux noir, à motif de damiers noir et jaune-orange, se trouvant sur le toit (spoutnik) et sur lequel est marqué « TAXI ».
Les taxis bruxellois doivent être noirs et arborer une bande également à damiers noir et jaune-orange sur toute la longueur des flancs droit et gauche du véhicule.
Les deux premières lettres de la plaque d'immatriculation des taxis homologués doivent obligatoirement être TX. Ces deux lettres peuvent être précédées d'un chiffre.
De plus, chaque taxi officiel doit porter une plaque de couleur bleue à l'avant de la voiture, en bas du pare-chocs, avec un numéro d'identification à quatre chiffres.
Les taxis sont obligatoirement des véhicules de moins de sept ans.
Les tarifs, TVA de 6 % comprise, sont réglementés de la façon suivante :
- Prise en charge jour [6 h - 22 h] : 2,40 euros
- Prise en charge nuit [22 h - 6 h] : 4,40 euros
- À l'intérieur de la région : 1,80 euro/km
- En dehors de la région : 2,70 euros/km
- Attente : 30 euros/heure

Afin de tenir compte de la densité de la circulation sur le prix de la course, dès qu’un taxi roule à une vitesse inférieure à 19 km/h, le prix au kilomètre n’est plus d’application et le taximètre passe automatiquement au tarif d’attente, soit 0,5 € par minute.

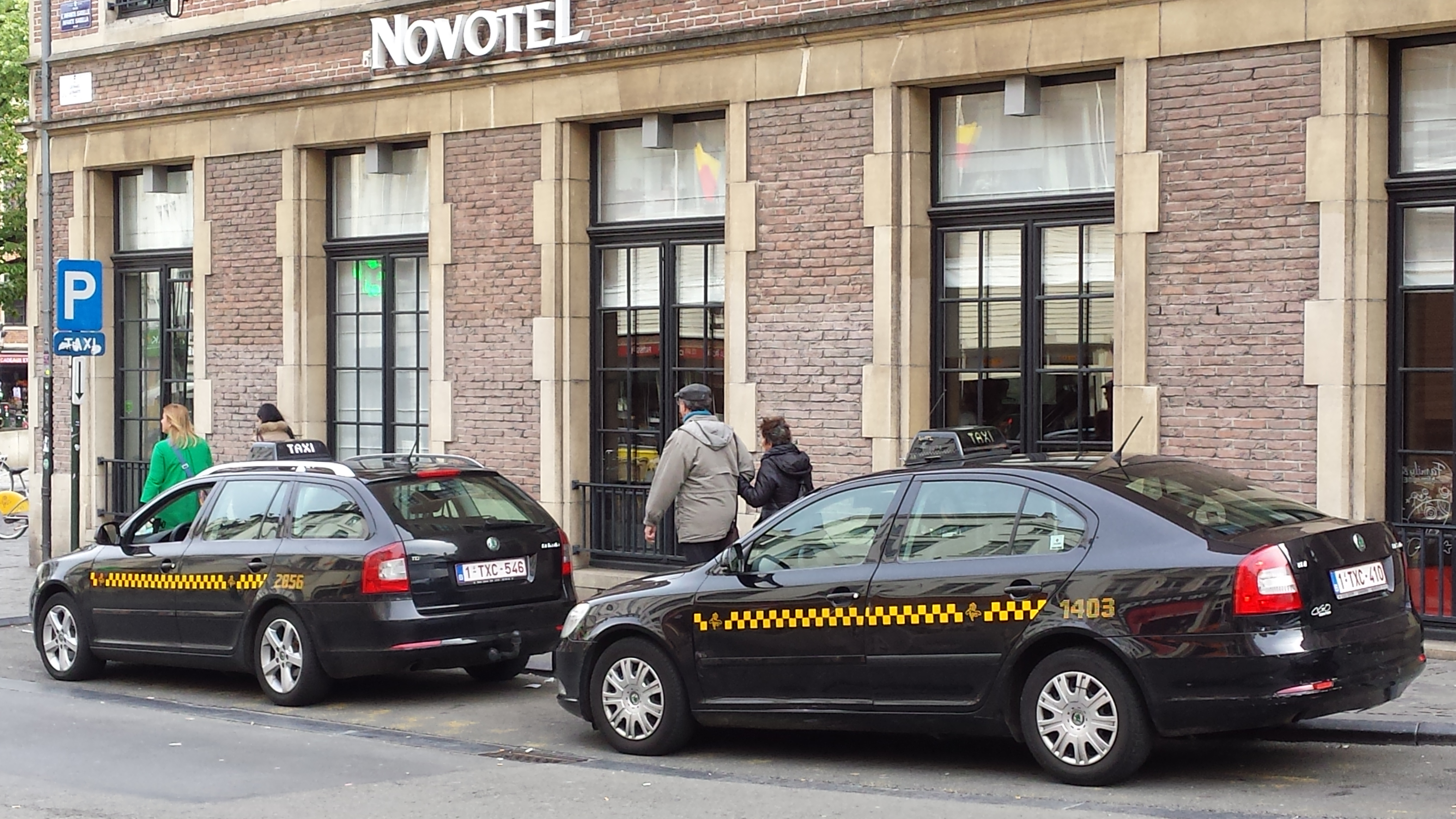
Taxis actuels (2016).
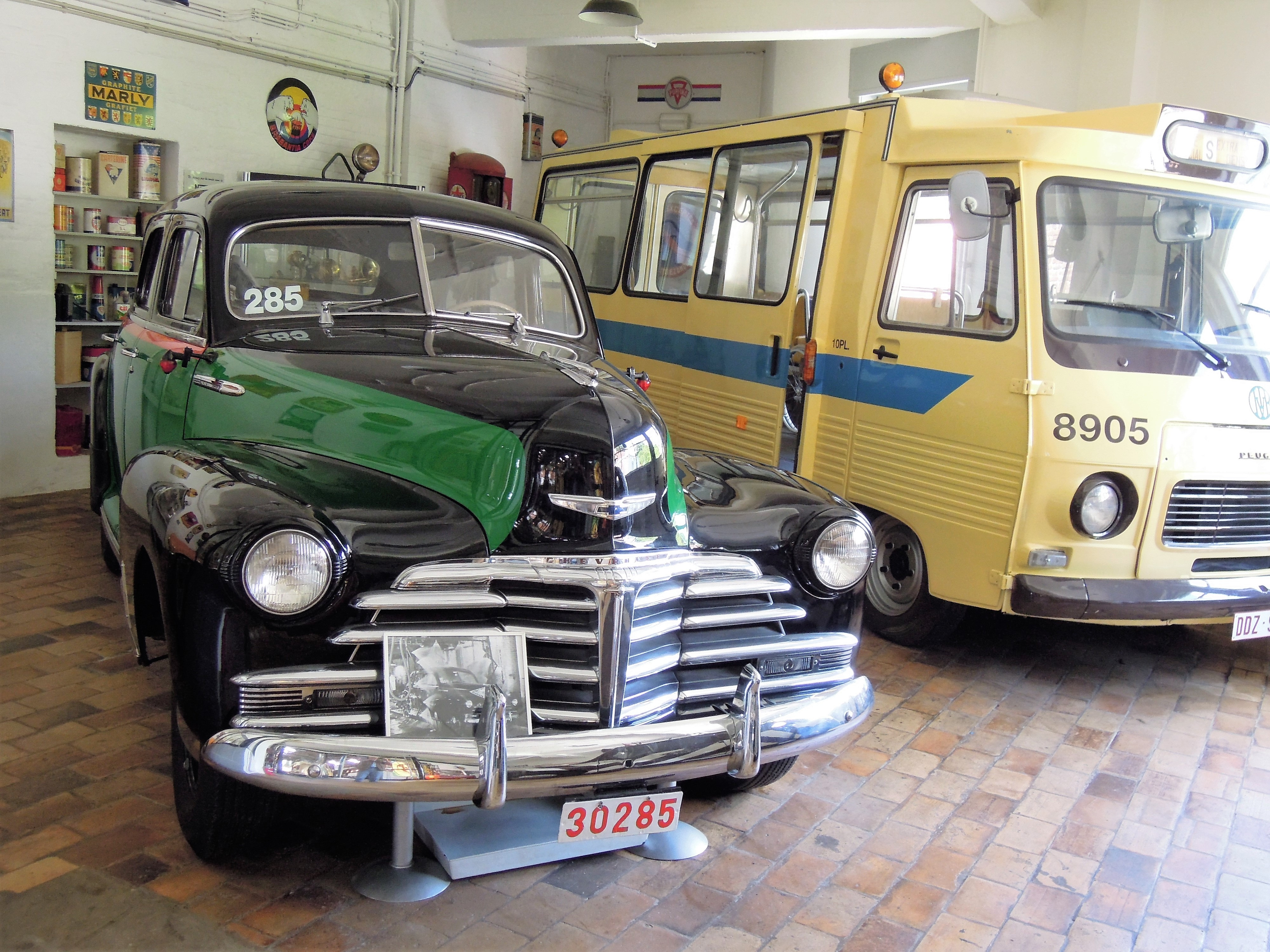
Dans les années 1950, les modèles américains comme cette Chevrolet Fleetmaster 1948 étaient fort communs.
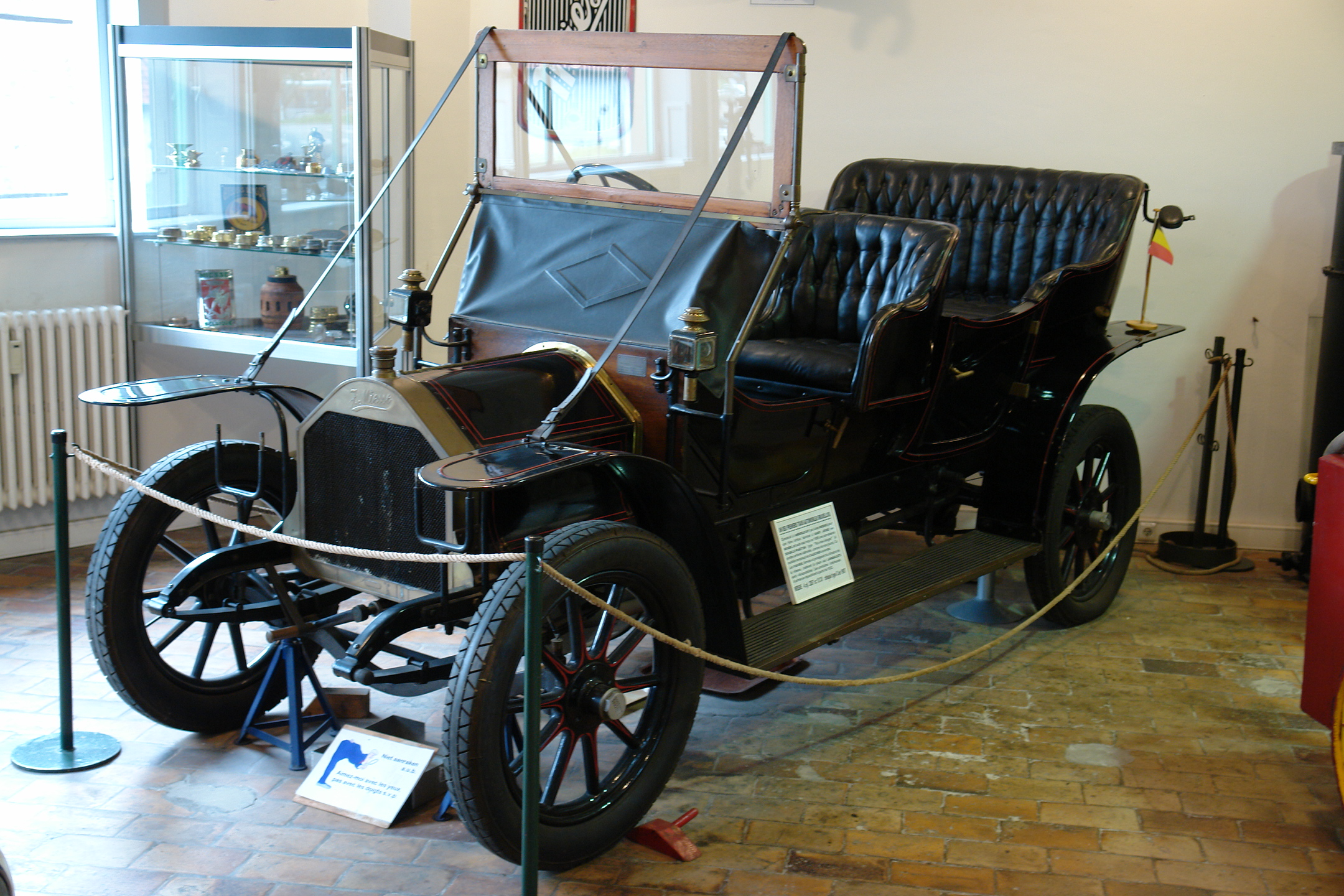
Taxi Miesse de 1908.

### Flandres

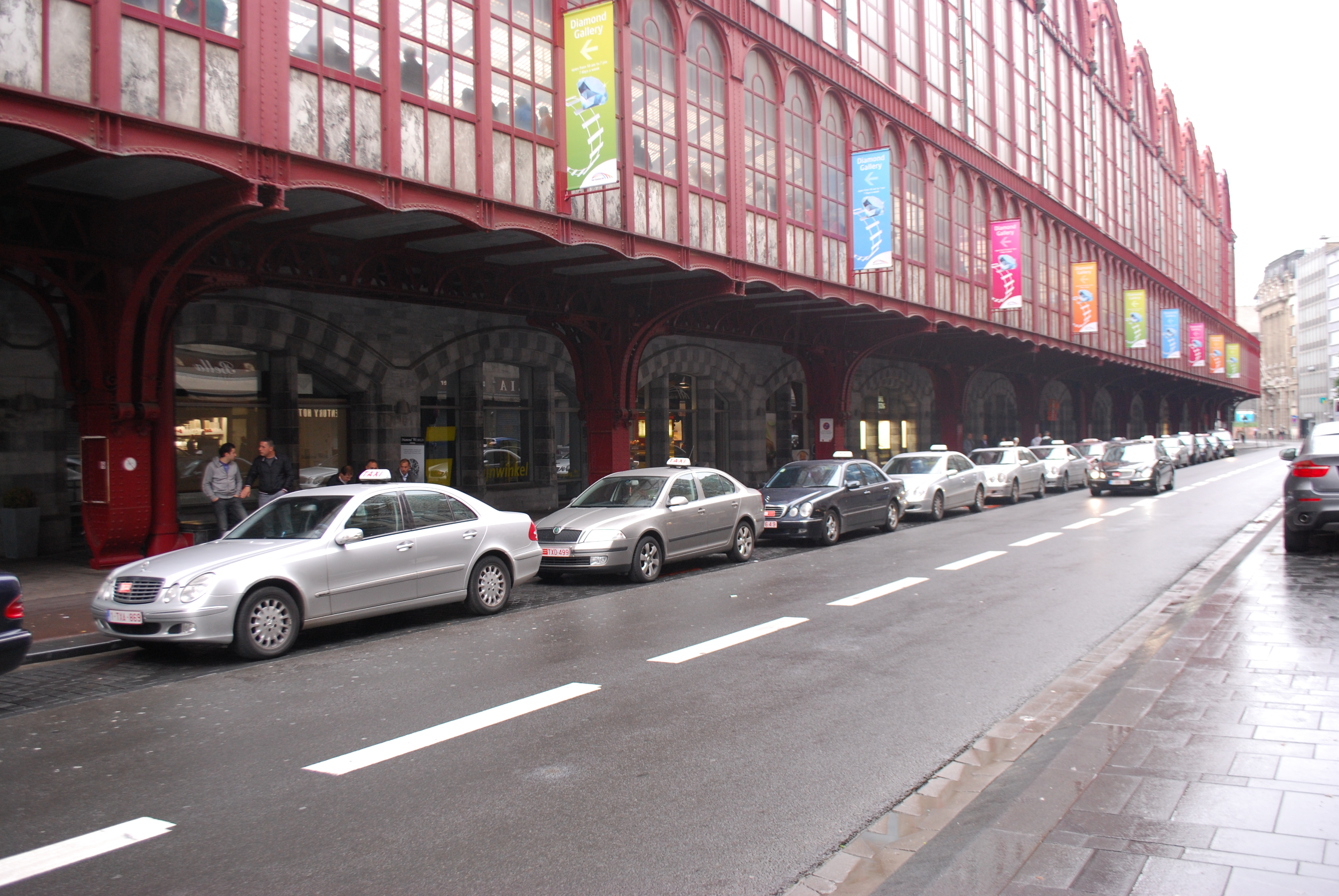
Taxis garés à Anvers.

### Wallonie

#### Namur
Durant le conseil communale du 27 juin 2019, un nouveau règlement communal sur l'exploitation des services de taxi a été adopté. Les taxis namurois devront avoir une motorisation hybride ou électrique dans les 7 ans à dater du 1er janvier 2020 et leur carrosserie devra aussi obligatoirement être de couleur blanche.

#### Liège
Les taxis sont reconnaissables grâce au voyant lumineux installé sur le toit du véhicule (spoutnik) sur lequel est marqué « Taxi » en rouge sur fond blanc, les tarifs sont apposés à l'arrière du siège passager, ces tarifs sont de 2,25 € de prise en charge entre 06h00 et 22h00 et de 4,25 € entre 22h00 et 06h00, il existe deux tarifs : le tarif 1 qui est d'application en ville celui-ci est de 1,50 € par km et le tarif 2 qui s'applique hors ville est de 3 € par km, l'attente est de 30 € par heure.
À Charleroi, les tarifs d'applications sont de : 2,20 € de prise en charge et de 1,40 € par km (2,80 € par km hors région du Grand Charleroi). Il n'y a pas de tarif de nuit. L'attente quant à elle est facturée 25 € par heure.

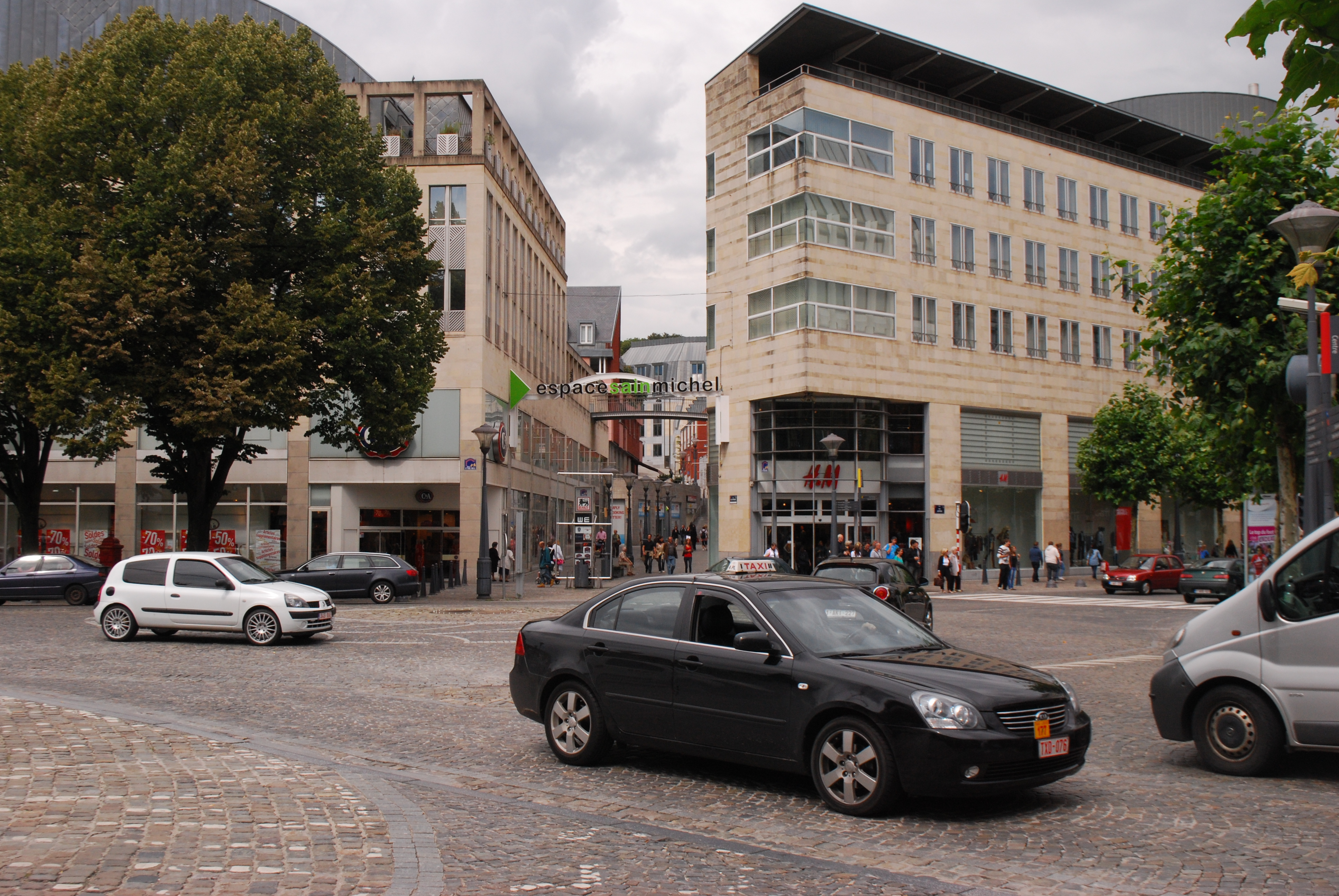
Taxi à Liège.
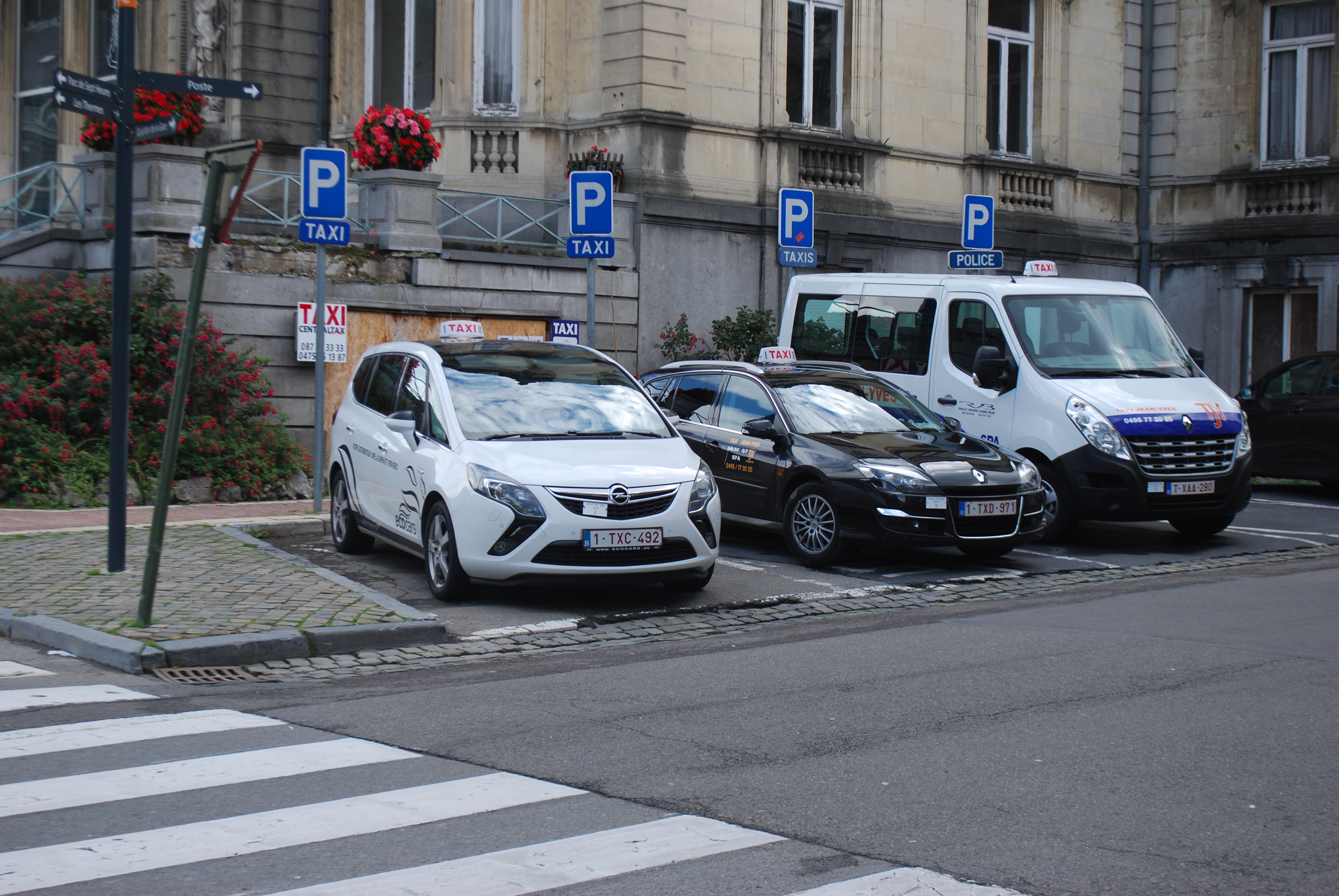
Trois taxis à Spa.
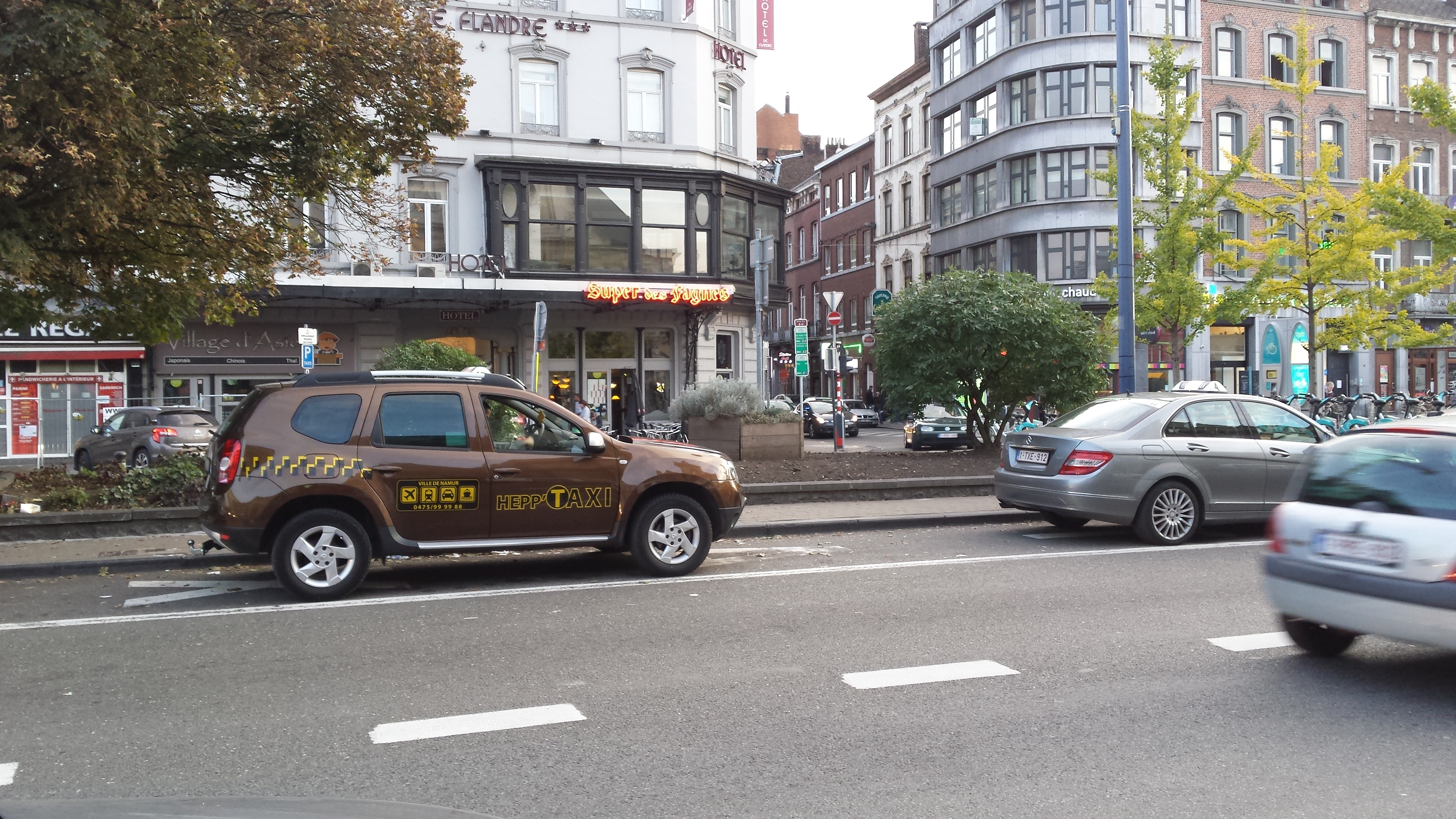
Deux taxis à Namur.